# Цанта
Цанта (авар. Цӏантӏа)  — горная вершина в Казбековском районе Дагестана на границе с Чеченской республикой и Гумбетовским районом. Вершина расположена в восточной части Большого Кавказа, одна из вершин хребта Цантатау. Высота над уровнем моря — 2294 метра, ближайшие населённые пункты: Алмак и Буртунай. 